# Jac Klijs
J.P.M. (Jac) Klijs (Wagenberg, 20 augustus 1954) is een Nederlands bestuurder en politicus van het CDA.

## Biografie
Klijs werkte onder andere bij de Koninklijke Marechaussee en als ambtenaar bij de gemeente Waalwijk. Daarnaast was hij van 1993 tot 1 januari 1997 gemeenteraadslid en CDA-fractievoorzitter van de voormalige Noord-Brabantse gemeente Drunen. Na de fusie van Drunen in de gemeente Heusden op 1 januari 1997 was Klijs tot 2006 wethouder ruimtelijke ordening.
In 2006 werd hij burgemeester van de voormalige Zuid-Hollandse gemeente Strijen. Vanaf 5 september 2011 was hij burgemeester van de Noord-Brabantse gemeente Moerdijk. Hij is per 1 juni 2021 gestopt als burgemeester van Moerdijk. Hij is voorzitter van de Joodse begraafplaats in Strijen. 